# VOS3
VOS3（ボス・スリー、ボス・サン、Virtual-storage Operating System 3）は、日立製作所が製造・販売しているメインフレーム用オペレーティングシステムのこと。

## 歴史

### 通産省共同研究
1971年4月に決定されたOECDのコンピュータの貿易自由化方針への対応策として、当時の通商産業省はメインフレームメーカー6社のグループ化を行い、1972年から1976年の3グループによるそれぞれの技術研究組合による共同研究に計600億円近くの補助金を拠出した。日立製作所及び富士通はIBM互換機であるMシリーズを共同開発した。（⇒三大コンピューターグループ）
VOS3は大型メインフレームMシリーズ向けに開発されたオペレーティングシステムである。

### VOS3の機能
基本プログラムとしてのVOS3の機能は
- 多重仮想記憶
- マルチプロセッササポート
- 資源集中管理機能
- リモートバッチ機能
- オンラインリアルタイム制御機能
- RASIS機能
- TSS機能

である。当初、先行のOS、VOS2からの移行をスムーズにできるように、VOS2、VOS3でシステムソフトウェア類等も共通化されていた。
最初のVOS3は1977年4月（昭和52年4月） 日立製作所中央研究所にM-180システムとともに納入された。

## VOS3の機能拡張プロダクト
VOS3の機能拡張プロダクト群と主な特徴を以下に挙げる。

### VOS3/SP21
VOS3/SP21(VOS3/System Product 21)はVOS3/SP(VOS3/System Product)系のオペレーティングシステムをIBM産業スパイ事件後に新たにコーディングし直したものである。
新たにM-240H、M-260H、M-280Hをサポートする。拡張機能は以下の通り。
- 大容量ディスクサポート(H-8598)・資源集中管理機能エンハンス
- チャネル拡張・コンソール機能エンハンス
- 実記憶拡張(32MB)・スケジューラ拡張・JSS3、JSS4エンハンス

### VOS3/ES1
VOS3/ES1(VOS3/Extend System product 1)はIBM MVS/XAに対抗しM/EXモードで動作し、31ビットアドレッシングおよび拡張チャネルシステム(ECS)をサポートしたもの。1985年（昭和60年）3月出荷。
新たにM-68X、M-660H、M-640シリーズをサポートする。拡張機能は以下の通り。
- 31ビットアドレッシングサポート

ECSは1986年（昭和60年）1月出荷のバージョンからサポートされた。
- VOS3/ES1 ECSサポート

### VOS3/AS
VOS3/AS(VOS3/Advanced System product)はIBM MVS/ESAに対抗しM/ASAモードで動作し、仮想拡張記憶機構を使用し47ビットアドレッシング（16テラバイト）をサポートした。
新たにM-880、M-860シリーズをサポートする。拡張記憶は以下の通り
- ACONARCチャネルサポート
- PRMA(Processor Resource Management Assist) プロセッサ資源分割管理機構支援

### VOS3/FS
VOS3/FS(VOS3/Forefront System Product)は、MP5800、MP5600、MP6000シリーズをサポートしたもの。

### VOS3/LS
VOS3/LS(VOS3/Leading System Product)はIBM z/OS連携システム。64ビットアドレッシングをサポートする。
新たにAP8000シリーズをサポートする。2002年4月出荷開始。
- 64ビットアドレッシングサポート

### VOS3/US
VOS3/US(Virtual-storage Operating System 3/Unific System Product)システムはVOS3/LSの後継となるOSである。2008年2月に発表され、2008年7月に出荷開始。
新しいハードウェアとしてAP8800シリーズに対応した。
BladeSymphonyとの連携に必要な製品が今までは別売製品として出されていたのが「VOS3/US標準パッケージ」として提供されている。